# Torre di Mosto
Torre di Mosto är en ort och kommun i storstadsregionen Venedig, innan 2015 provinsen Venedig, i regionen Veneto i Italien. Kommunen hade 4 776 invånare (2018).